# Archibald Hamilton, 1. Baronet
Sir Archibald Hamilton, 1. Baronet (* vor 1650; † 1709) war ein schottischer Adliger.
Er war der jüngste Sohn des James Hamilton of Udston († 1635) aus dessen Ehe mit Margaret Hamilton of Barncleuch.
Seine Eltern entstammten verschiedenen Nebenlinien des Clan Hamilton. Er wuchs auf dem Anwesen Barncleuth in Lanarkshire auf, das seine Mutter mit in die Ehe gebracht hatte.
Er gelangte als Kaufmann in Edinburgh zu Wohlstand, erwarb das Anwesen Rosehall in Lanarkshire und wurde am 10. April 1703 in der Baronetage of Nova Scotia zum erblichen Baronet, of Rosehall in the County of Lanark, erhoben.
Er war mindestens zweimal verheiratet, in erster Ehe mit Catherine Jardine, in zweiter Ehe mit Anne Murray.
Aus erster Ehe hatte er eine Tochter:
- Margaret Hamilton (um 1666–1704), ⚭ 1693 James Hamilton, 3. Laird of Dalzell, 8. Laird of Orbieston (1670–1727)

Aus zweiter Ehe hatte er eine Tochter und zwei Söhne:
- Euphemia Hamilton, ⚭ 1699 Charles Hamilton (* 1678), jüngerer Sohn des William Hamilton, 3. Laird of Wishaw († 1724)
- Sir James Hamilton, 2. Baronet (1682–1750), M.P. für Lanarkshire, ⚭ 1707 Hon. Frances Stuart, Tochter des 4. Lord Blantyre
- Sir Hugh Hamilton, 3. Baronet (nach 1683–1755), ⚭ 1750 Margaret Stirling

Zudem hatte er zwei weitere Töchter, deren Mutter nicht urkundlich überliefert ist. 
- Elizabeth Hamilton, ⚭ Robert Hamilton of Bourtree Hill
- Anne Hamilton, ⚭ William Cuninghame of Brownhill